# Gusano de arena
El gusano de arena es una forma de vida ficticia del planeta desértico Arrakis del Universo de Dune de Frank Herbert. Apareció por primera vez en la novela de ciencia ficción de 1965 Dune.
En la novela y sus continuaciones reciben los nombres de Shai-Hulud, "hacedor", el "Viejo del Desierto", el "Viejo Padre Eternidad" y "Abuelo del Desierto". Al mismo tiempo, y dependiendo del tono o escrito con mayúscula, Shai-Hulud se refiere a la deidad del desierto de las supersticiones tribales fremen.
Los gusanos de arena alcanzan tamaños enormes (han sido registrados en el desierto profundo especímenes de cuatrocientos metros de longitud) y viven mucho tiempo, a menos que sean muertos por sus semejantes o terminen ahogados en agua, que es venenosa para ellos. Probablemente la mayor parte de la arena existente en Arrakis haya sido producida por la acción de los gusanos de arena.

## Trucha de arena
La trucha de arena es el pre-estado de los gusanos de arena y nace del cuerpo de un gusano muerto.
Los fremen, en especial los niños, las atrapan en el desierto de Arrakis, donde al morderlas se puede absorber un líquido de exquisitas propiedades nutritivas y revitalizantes  para el viajero de la arena.
En la cuarta novela de la saga, Dios Emperador de Dune, el personaje de Leto II, tras la transformación simbiótica de su físico sufrida al recubrir su cuerpo con truchas de arena, los vectores del gusano de arena de Arrakis, asume este atributo divino al convertirse en el único "gusano de arena" que sobrevive en Arrakis. Así, en el transformado Leto II se dan a la vez la figura del Emperador del Universo Conocido y la de Shai-Hulud, "El Gusano Que Es Dios".
Leto II Atreides sabía, gracias a sus poderes prescientes, que las truchas habían llegado a Dune traídas desde otro planeta, ya que su sola aparición en un mundo, por más húmedo que este fuera, significa la muerte de forma paulatina de su vegetación y el inicio de la desertificación, ya que la trucha de arena prepara al planeta para su futura existencia como gusano.
Por último, es importante mencionar que tras la extinción del gusano de arena en los milenios de la Senda de Oro, la única forma de volver a la vida al Shai Hulud era eliminando al Dios Emperador, quien la contenía en su interior. Tras su muerte, las nuevas truchas de arena contenían una perla de la conciencia del tirano, las que posteriormente se transformaron en la nueva raza de gusanos que poblaron rakis (antiguo Arrakis).

## Pequeño hacedor de arena
El pequeño hacedor es un ser mitad planta, mitad animal, que vive en las arenas profundas y cuya forma adulta es el gusano de arena de Arrakis, Dune. Los excrementos del pequeño hacedor mezclados con agua forman la masa de preespecia. En este estado, la especia de Arrakis produce una característica "explosión" que permite el intercambio de los materiales de las profundidades con los de la superficie que se hallan sobre él. Esta masa, una vez expuesta al sol y al aire, se transforma en la preciada melange.

## Referencia bibliográfica
- Frank Herbert, Dune. Barcelona: Ediciones Debolsillo, 2003. ISBN 978-84-9759-682-4
- Frank Herbert, Dios Emperador de Dune. Barcelona: Best Seller Debolsillo, 2003. ISBN 978-84-9759-748-7

- Datos: Q1038225
- Multimedia: Sandworms (Dune) / Q1038225